# Piobbico

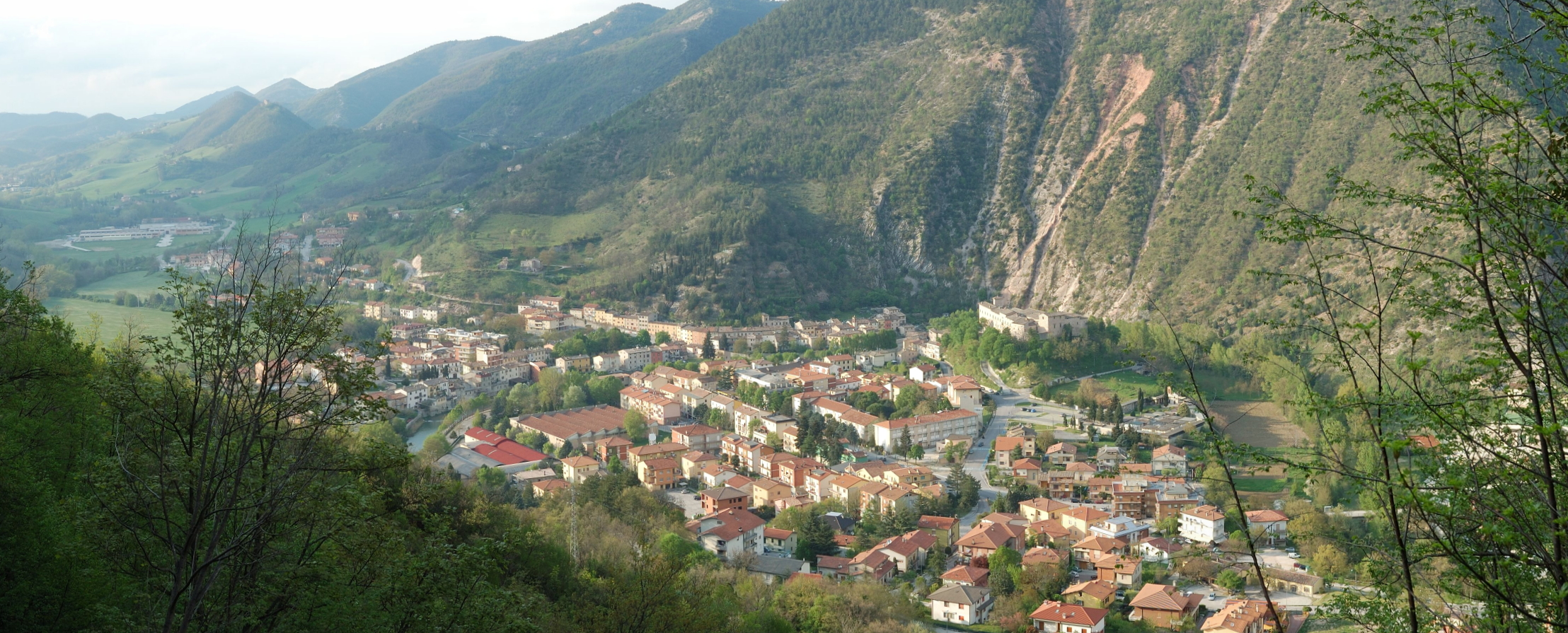
Blick auf Piobbico

Piobbico (im lokalen Dialekt Piòbik) ist eine italienische Gemeinde (comune) mit 1811 Einwohnern (Stand 31. Dezember 2023) in der Provinz Pesaro und Urbino in den Marken. Die Gemeinde liegt etwa 48 Kilometer südwestlich von Pesaro und etwa 18 Kilometer südwestlich von Urbino. Piobbico gehört zur Comunità montana del Catria e Nerone. Der Monte Nerone (1526 Meter) liegt teilweise im Gemeindegebiet. Die Gemeinde liegt zum großen Teil im Parco Nazionale del Catria, Nerone e Alpe della Luna. Hier fließt der Biscubio in den Candigliano.

## Söhne und Töchter der Gemeinde
- Pietro Palazzini (1912–2000), Kurienkardinal der römisch-katholischen Kirche